# محمدامین استرآبادی

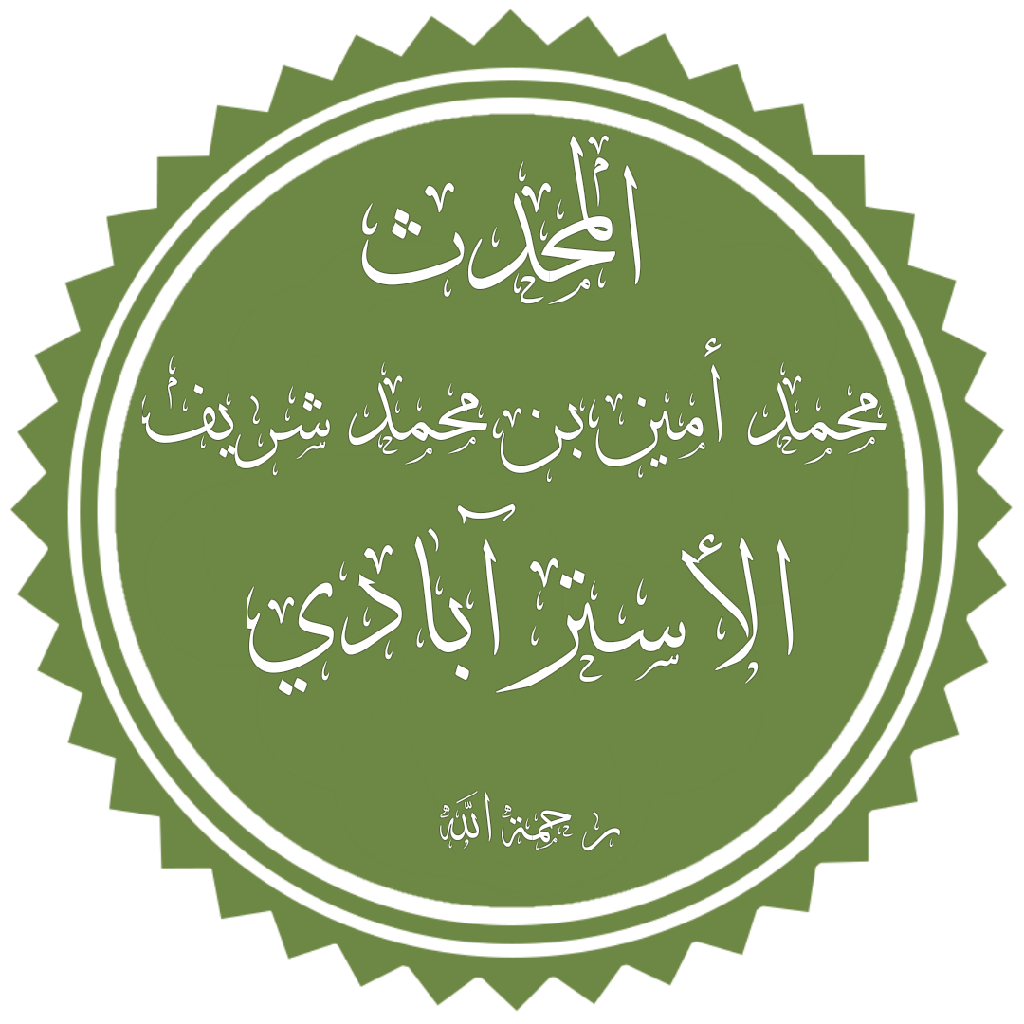
محمدامین استرآبادی

محمدامین بن محمد شریف (درگذشت ۱۰۳۶ قمری) معروف به محمدامین استرآبادی از علمای نامدار امامی و محدثین بزرگ شیعه است.
او از علمای امامی و بنیان‌گذار گرایش اخباری گری است. وی سعی داشت که در محافل امامیه اجتهاد اصولیان را به عنوان یک خطر مطرح سازد تا با رجوع به روایات مذهب گذشتگان را احیا کند. در سراسر کتاب الفوائد المدنیة برخورد انتقادی استرآبادی با روش اجتهادی محقق کرکی و گاه به طور کلی اصولیان دیده می‌شود.

## آثار
- دانشنامه شاهی
- «فوائد المدنیة فی الرد علی من قال بالإجتهاد والتقلید فی الأحکام الإلهیة»
- «حاشیة علی شرح المدارک»
- «شرح التهذیب»
- «شرح الإستبصار»
- حاشیه بر «انموذج العلوم» جلال‌الدین دوانی.